# Čen Sdzujuan
Čen Sdzujuan (kitajsko: 陳詩園; pinjin: Chén Shīyuán), tajvanski lokostrelec, * 7. februar 1981, Tajvan.
Sodeloval je na lokostrelskem delu poletnih olimpijskih igrah 2004.